# 精舍
精舍，本義是學舍、書齋；後作為梵語的漢譯，指佛教僧團的房舍、寺院等。

## 词义
精舍字面意思爲“精美的房舍”，如：
- 《醒世恒言·灌园叟晚逢仙女》：「堂后精舍数间，卧室在内。」[1]
- 清蒲松龄《聊斋志异·粉蝶》：「院中精舍华好，又闻琴声。」[2]

也可指書齋、書房，引申為儒家講學的學社：
- 宋吳曾 《能改齋漫錄·辨誤二》：王觀國《學林新編》曰：“《晉書》：‘孝武帝初奉佛法，立精舍於殿內，引沙門居之，因此世俗謂佛寺為精舍。’觀國按，古之儒者，教授生徒，其所居皆謂之精舍。故《後漢·包咸傳》曰：‘咸往東海，立精舍講授。’又《劉淑傳》曰：‘隱居立精舍講授。’又《檀敷傳》曰：‘立精舍教授。’又《薑肱傳》曰：‘盜就精廬求見。’注曰：‘精廬，即精舍也。’以此觀之，精舍本為儒士設。至晉孝武立精舍以居沙門，亦謂之精舍，非有儒釋之別也。”以上皆王說。予按，《三國誌·注》引《江表傳》曰：“於吉來吳，立精舍，燒香讀道書，製作符水以療病。”然則晉武以前，道士亦立精舍矣。

有时也可理解爲“精神之房舍”，在先秦文献中代指心地：
- 《管子·内业》：「定心在中，耳目聪明，四枝坚固，可以为精舍。」[4]尹知章註：「心者，精之所舍。」

佛教传入中国後，僧人在寺内居住、讲经的情形，类於儒家学社，故從晉代開始將“精舍”作為梵語的漢譯，爲寺院、佛寺的別名，無論大小的佛寺都被稱作精舍，如佛教歷史上第一所寺院竹林精舍。
亦爲道教所用，表示道士修煉居住之所。如佛教史上第一所寺院名叫竹林精舍，在香港粉嶺有一所同名道觀。
在近現代，精舍常以人們修行、居住的場所為內涵，多指佛教、道教的寺院，一些教授瑜伽冥想等的民間商業屋舍有時也冠以精舍之名。

## 佛教精舍
精舍，音譯毗诃罗（毘訶羅）。原始僧團居住在叢林山野的樹下、山洞中，後來有了佛教史上第一所寺院竹林精舍、第二所寺院祇园精舍 ，它們安立於叢林僻靜處，供佛陀、僧徒休息、學習。故最開始佛寺是以精舍的名稱出現的，且強調位於廣闊之處，或有較大的庭院。經典中雖屢見精舍一詞，然其原語不一，除了vihāra之外，又把阿藍摩（梵 ārāma，園林）或僧伽藍（梵 Saṃghārāma，伽藍）譯為精舍；此外，亦有以阿練若（梵 araṇya，叢林）、求呵（梵 guhā，石窟）等詞，譯為精舍者。
如今的南傳佛教地區，通常仍以作為寺院的代名，泰國叫（Wihan）或（wat）、高棉語叫Vihear、緬甸叫（wihaya）或奘（羅馬化：kyuang）、旁遮普語裡的“庭院”叫做vehra；印度北部比哈爾邦的名字“比哈爾”即“毗诃罗”的印地語現代音，因該地有豐富的佛寺建築；馬來西亞吉隆坡十五碑錫蘭佛寺（Buddhist Maha Vihara, Brickfields）也以“Vihara”為名；現代上座部佛教的前身部派佛教大寺派，名中的“寺”字就是“vihāra”的對譯；著名的那爛陀寺也以“Vihara”為名而譯為“寺”。在南传佛教寺庙建筑群中，精舍和戒堂都是供奉佛像的主要礼佛场所，二者最大的区别即戒堂周围是有镇邪石划出结界的。
- 泰國清邁契迪龙寺
- 孟加拉庫米拉縣的“沙爾班毗訶羅”（Shalban_Vihara），也依現代音叫做“沙爾班比哈爾”（Shalban Bihar）

## 舉例
- 竹林精舍
- 祗园精舍
- 大林精舍